# 原久路
原 久路（はら ひさじ）は、日本の写真家。

## 経歴
1964年に東京都で生誕し、1986年武蔵野美術大学を卒業。
1993年に映画の仕事でアメリカ合衆国に移住した。2001年に日本に帰国。

### 影響
原は、自身の作品がロシアの映画監督アンドレイ・タルコフスキーから影響を受けていると明言している。

## 技巧
原は「時間の多様性を楽しむ」ために意図的に白黒写真を撮影している。原は主に「バルテュス絵画の考察」という一連の写真で知られている。

## 展覧会
- Picture, Photography and Beyond（2011年9月3日 - 2011年10月2日）